# Rosalind Rickaby
Rosalind Emily Majors Rickaby est professeure de biogéochimie au Département des sciences de la Terre de l'Université d'Oxford   et professeure à l'University College d'Oxford. Elle est membre émérite du Wolfson College d'Oxford ,.

## Éducation
Rickaby fait ses études à la Berkhamsted School for Girls et au Haileybury College. Elle obtient sa maîtrise ès arts en sciences naturelles de l'Université de Cambridge où elle est étudiante de premier cycle au Magdalene College de Cambridge en 1995 et son doctorat du département des sciences de la Terre de l'Université en 1999, sous la direction de Harry Elderfield .

## Carrière et recherche
Après son doctorat, Rickaby poursuit deux années de recherche postdoctorale au Département des sciences de la Terre et des planètes de l'Université Harvard, en collaboration avec Dan Schrag . Rickaby commence comme membre du corps professoral du Département des sciences de la Terre de l'Université d'Oxford après son postdoctorat à Harvard. Ses recherches portent sur la paléocéanographie et le cycle biogéochimique dans les océans à travers le temps profond, en mettant l'accent sur l'utilisation de coquilles fossiles de micro-organismes marins comme proxys pour reconstruire les changements climatiques passés  ,,. Son groupe de recherche utilise une variété de méthodes géochimiques,notamment l'analyse des éléments traces et des rapports isotopiques, pour comprendre le comportement biochimique des paléoproxies, comme les coccolithophores . Elle est également l'auteure du livre Evolution's Destiny: Co-evolving Chemistry of the Environment and Life avec Bob Williams .
En 2008, elle reçoit le Prix Philip-Leverhulme de l'Union européenne des géosciences pour un jeune scientifique exceptionnel 
et en 2009, le 36e prix Rosenstiel de l'Université de Miami ,,, en 2010, la médaille James B. Macelwane pour ses contributions significatives aux sciences géophysiques par un jeune scientifique exceptionnel . En 2012, elle reçoit la chaire de conférence Gast pour ses contributions exceptionnelles à la géochimie  et en 2016 le prix Wolfson de la Royal Society . En 2017, elle reçoit la médaille Lyell de la Société géologique de Londres pour ses contributions aux études sur les roches tendres , et en 2022, elle est élue membre de la Royal Society (FRS) 